# 十月-戈特尼亚农村居民点
十月-戈特尼亚农村居民点（俄语：Октябрьско-Готнянское сельское поселение）是俄罗斯联邦别尔哥罗德州鲍里索夫卡区所属的一个农村居民点。其下辖有4个居民点，行政中心为十月-戈特尼亚。据2016年统计，该农村居民点的人口为502人。